# Озерянка (приток Глинной)
Озерянка (укр. Озерянка) — левый приток реки Глинная, протекающий по Прилукскому району (Черниговская область).

## География
Длина — 12 км. 
Река берет начало южнее села Озеряны. Река течёт на северо-запад. Впадает в реку Глинная севернее села Озеряны.
Русло слабоизвилистое, в нижнем течении пересыхает. На реке есть пруды.
Пойма занята лесами, в нижнем течении — заболоченная.

## Притоки
Множество безымянных ручьёв и балок (Дубина).

## Населённые пункты
Населённые пункты на реке (от истока к устью):
1. Озеряны